# Anawin Jujeen
Anawin Jujeen (Nakhon Sawan, 13 de junio de 2003) es un futbolista tailandés que juega en la demarcación de lateral derecho para el Dragon Pathumwan Kanchanaburi FC de la Thai League 3.

## Selección nacional
Tras jugar en las categorías inferiores de la selección, finalmente hizo su debut con la selección de fútbol de Tailandia en un partido amistoso contra Singapur que finalizó con un resultado de 1-0 tras el gol de Sutee Suksomkit.

## Clubes
| Club                             | País      | Año       | Partidos | Goles |
| -------------------------------- | --------- | --------- | -------- | ----- |
| Bangkok Glass FC                 | Tailandia | 2007-2012 | 111      | 15    |
| Buriram United FC                | Tailandia | 2013-2016 | 133      | 13    |
| Suphanburi FC                    | Tailandia | 2017-2018 | 33       | 3     |
| PTT Rayong FC                    | Tailandia | 2018-2019 | 21       | 1     |
| Petaling Jaya City FC            | Malasia   | 2020      | 8        | 1     |
| PT Prachuap FC                   | Tailandia | 2020-2022 | 18       | 0     |
| Udon Thani FC                    | Tailandia | 2022      | 15       | 1     |
| Dragon Pathumwan Kanchanaburi FC | Tailandia | 2022-2023 | 19       | 1     |
| Nongbua Pitchaya FC              | Tailandia | 2024-     | 1        | 0     |